# Виборчий округ 189
Виборчий округ 189 — виборчий округ в Хмельницькій області. В сучасному вигляді був утворений 28 квітня 2012 постановою ЦВК №82 (до цього моменту існувала інша система виборчих округів). Окружна виборча комісія цього округу розташовується в адміністративній будівлі за адресою м. Красилів, пл. Незалежності, 2.
До складу округу входять місто Нетішин, а також Білогірський, Ізяславський, Красилівський і Теофіпольський райони. Виборчий округ 189 межує з округом 153 на півночі, з округом 190 на північному сході, з округом 191 на південному сході, з округом 188 на півдні та з округом 164 на заході. Виборчий округ №189 складається з виборчих дільниць під номерами 680001-680008, 680010-680015, 680017, 680019-680024, 680027-680033, 680035-680046, 680048-680052, 680054-680065, 680388-680399, 680401-680462, 680578-680663, 681012-681034, 681036-681061, 681375-681390 та 681561.

## Народні депутати від округу
| Ім'я                        | Фото | Партія         | Скликання | Дата набуття повноважень | Дата припинення повноважень |
| --------------------------- | ---- | -------------- | --------- | ------------------------ | --------------------------- |
| Сабій Ігор Михайлович       |      | Свобода        | 7-ме      | 12 грудня 2012           | 27 листопада 2014           |
| Шинькович Андрій Васильович |      | самовисуванець | 8-ме      | 27 листопада 2014        | 29 серпня 2019              |
| Копанчук Олена Євгенівна    |      | Слуга народу   | 9-те      | 29 серпня 2019           |                             |

## Результати виборів

### Парламентські

#### 2019
Кандидати-мажоритарники:
- Копанчук Олена Євгенівна (Слуга народу)
- Лозовий Вадим Миколайович (самовисування)
- Шинькович Андрій Васильович (самовисування)
- Буханевич Олександр Миколайович (самовисування)
- Миклуш Олександр Петрович (Сила і честь)
- Лопатовський Олег Дмитрович (Свобода)
- Боровик Володимир Олександрович (Опозиційна платформа — За життя)
- Яцков Борис Олександрович (самовисування)
- Гордієнко Віталій Сергійович (Батьківщина)
- Войцеховський Василь Володимирович (самовисування)
- Брень Ольга Василівна (Опозиційний блок)
- Ратошнюк Андрій Вікторович (самовисування)
- Романішин Володимир Леонідович (самовисування)
- Кишко Вячеслав Олександрович (самовисування)
- Рибак Юрій Олександрович (самовисування)
- Шарий Дмитро Петрович (Довіряй ділам)
- Зрютін Олександр Іванович (самовисування)
- Міщенко Олександр Володимирович (самовисування)
- Шубарський Юрій Володимирович (Разом сила)
- Мамекін Ігор Віталійович (самовисування)
- Скобельський Василь Петрович (самовисування)

#### 2014
Кандидати-мажоритарники:
- Шинькович Андрій Васильович (самовисування)
- Сабій Ігор Михайлович (Свобода)
- Іващук Сергій Петрович (самовисування)
- Василик Тетяна Павлівна (самовисування)
- Буханевич Олександр Миколайович (самовисування)
- Омельчук Ольга Іванівна (Сила людей)
- Адамський Віктор Романович (Батьківщина)
- Галищук Володимир Іванович (самовисування)
- Петринюк Василь Андрійович (самовисування)
- Арсенюк Петро Іванович (Заступ)
- Чумаков Андрій Анатолійович (Радикальна партія)
- Артемчук Анатолій Володимирович (самовисування)
- Кравчук Василь Миколайович (самовисування)
- Коваль Андрій Олександрович (самовисування)
- Момот Наталія Станіславівна (Опозиційний блок)
- Фурсов Андрій Володимирович (Нова політика)

#### 2012
Кандидати-мажоритарники:
- Сабій Ігор Михайлович (Свобода)
- Олуйко Віталій Миколайович (Партія регіонів)
- Буханевич Олександр Миколайович (самовисування)
- Шуляк Василь Корнійович (самовисування)
- Омельчук Ольга Іванівна (самовисування)
- Артемчук Анатолій Володимирович (самовисування)
- Яцков Борис Олександрович (самовисування)
- Глушаков Олексій Олександрович (УДАР)
- Лісовик Володимир Олексійович (Комуністична партія України)
- Побережний Анатолій Іванович (самовисування)
- Нечипорук Володимир Павлович (самовисування)
- Ткачук Ігор Васильович (самовисування)
- Шинкарук Володимир Володимирович (самовисування)
- Злакоман Сергій Леонідович (самовисування)

## Явка
Явка виборців на окрузі: